# Topoľčianky
Topoľčianky este o comună slovacă, aflată în districtul Zlaté Moravce din regiunea Nitra, pe malul râului Hostiansky potok⁠(d). Localitatea se află la altitudinea de 226 m deasupra n.m., se întinde pe o suprafață de 26,33 km2 și în 2017 număra 2.613 locuitori.

## Istoric
Localitatea Topoľčianky este atestată documentar din 1293.

## Demografie
| An:                | 1994 | 2004   | 2014   | 2024   |
| ------------------ | ---- | ------ | ------ | ------ |
| Număr de persoane: | 2935 | 2877   | 2705   | 2608   |
| Diferență:         |      | −1,97% | −5,97% | −3,58% |

| An:                | 2023 | 2024   |
| ------------------ | ---- | ------ |
| Număr de persoane: | 2617 | 2608   |
| Diferență:         |      | −0,34% |